# Sidusa
Sidusa is een geslacht van spinnen uit de familie springspinnen (Salticidae).

## Soorten
De volgende soorten zijn bij het geslacht ingedeeld:
- Sidusa angulitarsis Simon, 1902
- Sidusa carinata Kraus, 1955
- Sidusa dominicana Petrunkevitch, 1914
- Sidusa femoralis Banks, 1909
- Sidusa gratiosa Peckham & Peckham, 1895
- Sidusa inconspicua Bryant, 1940
- Sidusa marmorea F. O. P.-Cambridge, 1901
- Sidusa mona Bryant, 1947
- Sidusa nigrina F. O. P.-Cambridge, 1901
- Sidusa olivacea F. O. P.-Cambridge, 1901
- Sidusa pallida F. O. P.-Cambridge, 1901
- Sidusa pavida Bryant, 1942
- Sidusa recondita Peckham & Peckham, 1896
- Sidusa stoneri Bryant, 1923
- Sidusa tarsalis Banks, 1909
- Sidusa turquinensis Bryant, 1940
- Sidusa unica Kraus, 1955